# 前田孝貞
前田 孝貞（まえだ たかさだ、寛永5年（1628年）4月 - 宝永4年8月19日（1707年9月14日））は、加賀藩大年寄。加賀八家前田対馬守家第6代当主。
父は加賀藩人持組頭前田直正。母は安見元勝の娘。正室は本多政重の娘。子は前田孝行、前田孝和、小幡長時、前田孝近、本多政敏室。幼名長松。通称は対馬、佐渡。官位は従五位下、駿河守。

## 生涯
寛永5年（1628年）、直正の子として生まれる。寛永8年（1631年）父の死去により、4歳で家督と1万7000石の知行を相続する。幼いため、藩主前田利常の命で叔父前田直成が家政を代行した。寛永20年（1643年）、叔父直成に7000石を分知して禄高1万石となる。正保2年（1645年）、直成が致仕すると、その禄7000石を戻される。慶安中2000石加増。寛文9年（1669年）2000石加増され、禄高2万1000石となる。家老、人持組頭、金沢城代となる。貞享3年（1686年）、大年寄（大老）となる。天和3年（1683年）、小松城代を兼ねる。元禄4年（1691年）12月、従五位下、佐渡守に叙任。翌年正月、京都所司代小笠原長重も佐渡守であることから、駿河守に遷任。元禄14年（1701年）、隠居して家督を孝行に譲り、隠居料3000石を受ける。宝永4年（1707年）8月19日没。享年80。戒名 直指院殿前駿州刺史従五位下義運鱗心大居士。

## 人物・逸話
- 『可観小説』によると、生母安見氏は前田利常が、佐久間半右衛門の姉に産ませた子で、内密に安見元勝の養女とした。そのため孝貞は利常の外孫であるという。
- 藩主前田綱紀の娘豊姫の養育を任された。豊姫は孝貞の孫の孝資に嫁いでいる。また、祖母祖心尼の墓を立て、墓石に孫前田考貞修造と刻まれている。
- 医師で儒学者の向井元升が、動植物食品400種について解説した本草書『庖厨備用倭名本草』は、藩主綱紀の健康を心配した孝貞の求めで、食膳の食品の良毒について執筆し、寛文11年（1671年）献上したもの。
- 茶道宗和流2代金森方氏の門人であった。